# Vikramâditya
Pour le roi Gupta, voir Chandragupta II.
Vikramâditya, en sanskrit : विक्रमादित्य (de विक्रम, vikrama « vaillance » et आदित्य, Āditya), est un roi légendaire d'Ujjain, célèbre pour sa sagesse et sa magnanimité.
Il aurait vécu au Ier siècle av. J.-C., mais sa vie nous est rapportée par des textes écrits douze siècles plus tard (dont le Kathâsaritsâgara), qui le font intervenir dans plusieurs épisodes légendaires devenus populaires en Inde.
Il a donné son nom à l'ère vikrama qui commence en 58 av. J.-C., l’un des calendriers hindous encore utilisé en Inde du Nord. Le Népal utilise toujours officiellement ce calendrier.